# Noordrijns voetbalkampioenschap 1915/16
In 1915/16 werd het veertiende Noordrijns voetbalkampioenschap gespeeld, dat georganiseerd werd door de West-Duitse voetbalbond. 
Door de perikelen in de Eerste Wereldoorlog was er geen verdere eindronde voor de kampioenen.

## Eindstand

### Groep Düsseldorf
| Plaats | Club                        | Wed. | W | G | V | Saldo | Ptn.  |
| ------ | --------------------------- | ---- | - | - | - | ----- | ----- |
| 1.     | SC Union 05 Düsseldorf      | 12   |   |   |   | 62:14 | 23:1  |
| 2.     | FC Hilden 1903              | 12   |   |   |   | 35:27 | 12:12 |
| 3.     | FC Borussia 06 Düsseldorf   | 12   |   |   |   | 21:28 | 12:12 |
| 4.     | Düsseldorfer SV 04          | 12   |   |   |   | 33:33 | 11:13 |
| 5.     | Düsseldorfer SV Viktoria 02 | 12   |   |   |   | 28:34 | 11:13 |
| 6.     | BV 04 Düsseldorf            | 12   |   |   |   | 14:26 | 9:15  |
| 7.     | Düsseldorfer SC 1899        | 12   |   |   |   | 18:49 | 6:18  |

|  | Groepswinnaar                                    |
|  | Trok zich na dit seizoen terug uit de competitie |

### Groep Aken
SC Germania Düren en VfJuV 1896 Düren fuseerden tijdens de oorlog tot KSG Düren.
| Plaats | Club                      | Wed. | W | G | V | Saldo | Ptn.  |
| ------ | ------------------------- | ---- | - | - | - | ----- | ----- |
| 1.     | KSG Düren                 | 12   |   |   |   | 67:14 | 22:2  |
| 2.     | FC Porcetia Aachen        | 12   |   |   |   | 41:33 | 15:9  |
| 3.     | FC Viktoria 03 Birkesdorf | 12   |   |   |   | 25:17 | 14:10 |
| 4.     | FC Germania Aachen        | 12   |   |   |   | 8:27  | 13:11 |
| 5.     | Dürener FC 1903           | 12   |   |   |   | 29:25 | 12:12 |
| 6.     | Kohlschneider BC 1913     | 12   |   |   |   | 10:48 | 4:20  |
| 7.     | FC Fortuna 06 Düren       | 12   |   |   |   | 1:17  | 2:22  |

|  | Groepswinnaar                                    |
|  | Trok zich na dit seizoen terug uit de competitie |

### Groep München-Gladbach
| Plaats | Club                          | Wed. | W | G | V | Saldo | Ptn.  |
| ------ | ----------------------------- | ---- | - | - | - | ----- | ----- |
| 1.     | FC Preußen 1895 Krefeld       | 13   |   |   |   | 63:37 | 18:8  |
| 2.     | FC Borussia München-Gladbach  | 10   |   |   |   | 31:23 | 14:6  |
| 3.     | FC 1894 München-Gladbach      | 13   |   |   |   | 51:31 | 14:12 |
| 4.     | VfB 1904 Krefeld              | 11   |   |   |   | 43:40 | 12:10 |
| 5.     | FC Eintracht München-Gladbach | 11   |   |   |   | 36:34 | 12:10 |
| 6.     | FC Konstantia Kaldenkirchen   | 10   |   |   |   | 25:29 | 8:12  |
| 7.     | SC Viktoria 04 Rheydt         | 8    |   |   |   | 17:39 | 4:12  |
| 8.     | FC Union 05 Krefeld           | 10   |   |   |   | 14:47 | 4:16  |

|  | Groepswinnaar |